# 圣米歇尔 (上加龙省)
圣米歇尔（法語：Saint-Michel，法語發音：[sɛ̃ miʃɛl] ⓘ）是法国上加龙省的一个市镇，属于米雷区。

## 地理
圣米歇尔（43°10'3"N, 1°5'5"E）面积15.53 平方千米，位于法国奧克西塔尼大區上加龙省，该省份为法国西南部内陆省份，西南端与西班牙接壤，自此顺时针与上比利牛斯省、热尔省、塔恩-加龙省、塔恩省、奥德省和阿列日省接壤。
与圣米歇尔接壤的市镇（或旧市镇、城区）包括：塞里佐尔、法巴、欧桑、卡泽尔、库拉代尔、帕拉米尼、普拉涅、勒普朗、圣克里斯托。

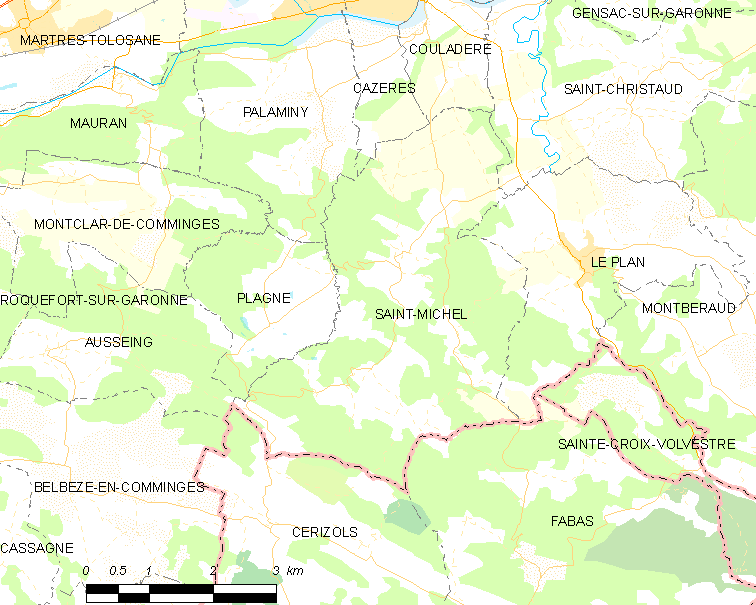
的OSM定位图

圣米歇尔的时区为UTC+01:00、UTC+02:00（夏令时）。

## 行政
圣米歇尔的邮政编码为31220，INSEE市镇编码为31505。

## 政治
圣米歇尔所属的省级选区为卡泽尔县。

## 人口

1962-2008年间人口变化图示

圣米歇尔于2022年1月1日时的人口数量为310人。